# Aliçeyrek, Horasan
Aliçeyrek là một xã thuộc huyện Horasan, tỉnh Erzurum, Thổ Nhĩ Kỳ. Dân số thời điểm năm 2011 là 833 người.